# مرغ دوزنده فیلیپین

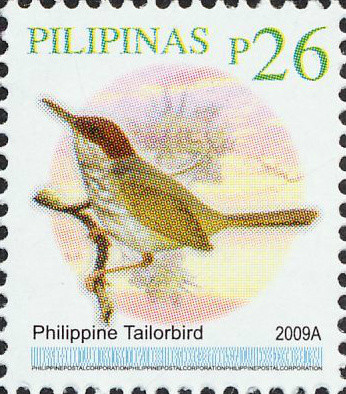
مرغ دوزنده(othotomus) نام یک سرده از تیره سسکیان است

مرغ دوزنده فیلیپین (نام علمی: Orthotomus castaneiceps) نام یک گونه از سرده مرغ دوزنده است.